# Santa Catalina (Jujuy)
Santa Catalina is een plaats in het Argentijnse bestuurlijke gebied Santa Catalina in de provincie Jujuy. De plaats telt 1.350 inwoners.